# Măstăcani
Măstăcani là một xã thuộc hạt Galați, România. Dân số thời điểm năm 2002 là 5243 người.